# صلاح الدين سلطان
صلاح الدين عبد الحليم سلطان (20 أغسطس 1959 المنوفية -) باحث وداعية وأستاذ جامعي، وعضو بارز في الاتحاد العالمي لعلماء المسلمين، كان له برنامج أسبوعي علي قناة الناس الفضائية، شارك في اعتصام رابعة العدوية، واعتقل هو ونجله محمد سلطان بعد فض اعتصامي رابعة العدوية والنهضة في 18 أغسطس 2013.

## نشأته
نشأ في أسرة فقيرة، لم تكن ظروفه المادية تساعده في اتمام تعليمه. عمل في الزراعة وكان يدرس وتفوق على زملائه فدرس اللغة العربية والعلوم الإسلامية وحصل على ليسانس في اللغة العربية والعلوم الإسلامية سنة 1981 بدرجة ممتاز مع مرتبة الشرف الأولى من كلية دار العلوم جامعة القاهرة في سنة 1987 حصل على شهادة الماجستير في الشريعة الإسلامية بدرجة امتياز. ثم حصل على شهادة الدكتوراه في الشريعة الإسلامية سنة 1992 بتقدير رتبة الشرف الأولى، ثم درس الحقوق وحصل على شهادة الليسانس في الحقوق والقانون بدرجة جيد من كلية الحقوق جامعة القاهرة سنة 1994، ثم أستاذ مشارك في الشريعة الإسلامية سنة 1999 بدرجة ممتاز.

## الوظائف
- المستشار الشرعي للمجلس الأعلى للشئون الإسلامية ووزارة الشئون الإسلامية بمملكة البحرين.
- عميد كلية الدراسات الإسلامية - جامعة مكة المكرمة المفتوحة.
- أستاذ الشريعة الإسلامية - كلية دار العلوم - جامعة القاهرة.
- أستاذ الثقافة الإسلامية - جامعة الخليج العربي – البحرين.
- رئيس مركز الفتوى والتعليم الإسلامي، كولمبس- أوهايو من 1 يوليو 2004 م إلى 1 يونيو 2006م.
- رئيس المركز الأمريكي للأبحاث الإسلامية، كولمبس - أوهايو من 1 يوليو 2003م إلى الآن.
- أستاذ الفقه الإسلامي، الجامعة الإسلامية الأمريكية - ميشيغن 22 يونيو 2003م.
- رئيس الجامعة الإسلامية الأمريكية - ميشيغن 1 ديسمبر 1999م.
- أستاذ الفقه الإسلامي بالجامعة الأمريكية المفتوحة 1 أكتوبر 1999م.
- مدير المركز الإسلامي الكبير - بوسطن 15 يونيو 1998م.
- مدرس	بكلية التربية والعلوم الإسلامية - جامعة السلطان قابوس 14 أغسطس 1995م.
- مدرس	بكلية دار العلوم - جامعة القاهرة 30 يونيو 1992م.
- مدرس مساعد بكلية دار العلوم - جامعة القاهرة 1 نوفمبر 1987م.
- إمام وخطيب بمسجد (آمنة زاهد) - جدة - السعودية 1 أكتوبر 1983م.
- معيد بكلية دار العلوم - جامعة القاهرة 31 ديسمبر 1982م.

## العضوية في المجالس والمؤسسات
1. عضو مجلس أمناء - جامعة مكة المكرمة المفتوحة من 2006 حتى الآن.
2. عضو رابطة علماء ألمانيا حتى الآن.
3. عضو مجمع علماء الهند من 2003م حتى الآن.
4. عضو المجلس الأوروبي للإفتاء والبحوث من 2001م حتى الآن.
5. عضو المجلس الفقهي لأمريكا الشمالية من 1999م حتى الآن.
6. عضو الاتحاد العالمي لعلماء المسلمين من 2004م حتى الآن.
7. عضو مجلس شورى الجمعية الإسلامية الأمريكية حتى 2003م.
8. عضو مجلس أمناء الجامعة الإسلامية الأمريكية من 1999 حتى 2004م.

## التعليم
1. درجة أستاذ مشارك في الشريعة الإسلامية عام 1999 م بتقدير ممتاز من كلية دار العلوم - جامعة القاهرة.
2. ليسانس في الحقوق والقانون بتقدير جيد كليـة الحقوق - جامعة القاهرة عام 1994م.
3. دكتوراه في الشريعة الإسلامية مع مرتبة الشرف الأولى كلية دار العلوم - جامعة القاهرة عام 1992م.
4. ماجستير في الشريعة الإسلامية بتقدير ممتاز من كلية دار العلوم - جامعة القاهرة عام 1987م.
5. ليسانس في اللغة العربية والعلوم الإسلامية بتقدير ممتاز مع مرتبة الشرف الأولى من كلية دار العلوم - جامعة القاهرة عام 1981م.
6. أستاذ في الشريعة الإسلامية عام 2007م بتقدير ممتاز من كلية دار العلوم - جامعة القاهرة.

## المؤلفات
1. مشاركة المسلمين في الانتخابات الأمريكية وجوبها وضوابطها الشرعية. (عربي + E + أوردو +ألماني)
2. امتياز المرأة على الرجل في الميراث والنفقة في الشريعة الإسلامية. (عربي+E+أوردو+هولندي + ألماني +فرنسي)
3. توسيع وقت رمي الجمرات ضرورة شرعية معاصرة.(عربي + E + أوردو)
4. المقاصد التربوية للعبادات في الفرد.(عربي + E + أوردو)
5. الحياة الزوجية في الواقع المعاصر – مشكلات واقعية وحلول عملية.(عربي + E + أوردو + ألماني)
6. أحكام الحج والعمرة الفقهية وآثارها التربوية. (عربي + E)
7. سلطة ولي الأمر في الشريعة الإسلامية. (عربي)
8. الشفاعة وأنواعها في القرآن والسنة – رد على د/ مصطفى محمود (عربي)
9. «أولاد حارتنا» قراءة نقدية. (عربي)
10. الغلو في حجية الإجماع الأصولي. (عربي)
11. مدى حجية القياس. (عربي)
12. مدى حجية المصالح المرسلة. (عربي)
13. مدى حجية سد الذرائع والاستحسان. (عربي)
14. مدى حجية الأدلة الاجتهادية الفرعية. (عربي)
15. العبادات وأثرها في إصلاح الفرد والأسرة والمجتمع والأمة. (عربي)
16. الميراث والوصية بين الشريعة والقانون (عربي + E+فارسي +ألماني)
17. رسالة القوارير في عصر التنوير. (عربي)
18. الوصية الواجبة في القوانين العربية – دراسة فقية نقدية. (عربي)
19. «ورتل» – أحكام التجويد للمعلمين والمتعلمين مع تطبيق على كل آية من «جزء عم». (عربي +أوردو +E)
20. مفاتيح الحب القلبي بين الزوجين (عربي+ E+ فارسي +ألماني)
21. الأدلة الاجتهادية بين الغلو والإنكار (عربي)
22. الصيام مدرسة التغيير للنفس والأسرة والمجتمع والأمة (عربي+E)
23. في ألمانيا: أصابت امرأة وأخطأ البابا (عربي + E)
24. مخاطر العولمة على الأسرة عالميا وإسلاميا وعربيا وسبل الوقاية والعلاج (عربي)
25. منهج ابن هيثم البحراني في شرح نهج البلاغة-دراسة وصفية نقدية (عربي)
26. الضوابط المنهجية للاجتهاد في فقه الأقليات المسلمة (عربي)
27. الاجتهاد المقاصدي – ضرورته وضوابطه. (عربي)
28. 60 وصية عملية في حقوق الآباء على الأبناء (عربي)
29. 60 وصية عملية في حقوق الأبناء على الآباء (عربي)
30. الألفة بين الزوجين - خطوات علمية (عربي)
31. الضوابط المنهجية لاتباع الرسول صلى الله عليه وسلم (عربي)
32. هجرة الدعاة أم الرعاة؟(عربي)
33. اليسير في الحج والعمرة أحكام ومقاصد (عربي)
34. ثوابت الإيمان بعد رمضان (عربي)
35. الصيام لجام الشهوات الأربع (عربي)
36. قبلتنا بين أمة راكدة ورائدة (عربي + فارسي)
37. الإسراء والمعراج مقدمات.. أحداث.. نتائج (عربي)
38. الحياة الزوجية في الغرب مشكلات واقعية وحلول عملية
39. الأسرة آلام وآمال (عربي)
40. الأمن الاجتماعي في الإسلام بين الأهمية والمسؤولية (عربي)
41. مخاطر الأمية على الأمن الاجتماعي ودور الأئمة والمساجد في معالجتها (عربي)
42. المواطنة بين التأصيل الشرعي وتعدد الولاءات الدينية والطائفية والعرقية.
43. الصراع مع الشيطان (عربي)
44. سورة الكهف.. منهجيات في الإصلاح والتغيير، دراسة تأصيلية تطبيقية (عربي)
45. التكوين العلمي والفكري للقرضاوي (عربي)
46. فتاوى شرعية للمسلمين في الغرب (عربي)
47. الوسائل العملية الخمسة لإصلاح قسوة القلوب (عربي)
48. المروءة في واقعنا المعاصر.. آلام وآمال (عربي)
49. إبراهيم أمة في رجل (عربي)
50. المرأة والرجل بين المقام والمهام (عربي)
51. الأزمة العالمية والمضاربة الشرعية بديلا عن الودائع البنكية والتأمينات التجارية (عربي)
52. سورة الفجر... منهجيات في الإصلاح والتغيير (عربي)
53. فتاوى فقهية للمسلمين في الغرب (عربي)
54. رد على مفتي مصر في حل التجارة في الخمور ة القمار والربا في بلاد الغرب (عربي)

الخبرات التدريسية في الجامعات:
1. فقه العبادات 1,2.
2. فقه المواريث.
3. أصول الفقه.
4. علوم القرآن.
5. علوم الحديث.
6. فقه المعاملات.
7. نظام الأسرة في الإسلام.
8. أصول الدعوة والخطابة.
9. النظام المالي في الإسلام.
10. الاقتصاد الإسلامي.
11. المقاصد العامة للتشريع الإسلامي.
12. المدخل إلى دراسة الثقافة الإسلامية.
13. المدخل غلى دراسة الثقافة الإسلامية.
14. فقه النوازل.
15. تخريج الفروع على الأصول.
16. فقه الأقليات المسلمة.
17. الثقافة الإسلامية.

الدورات التدريبية:
1. الحياة الزوجية في الواقع المعاصر - مشكلات واقعية وحلول عملية (للأزواج)
2. المرأة الربانية وصناعة الحياة (للأخوات)
3. مفاتيح الحب القلبي بين الزوجين (للأزواج)
4. الأهداف التربوية (للمدرسين والآباء والأمهات)
5. أسس وقواعد التدريس الفعال (للمدرسين)
6. الدعوة إلى الله في الواقع المعاصر -وجوبها -مقوماتها فنونها (لكل مسلم أو مسلمة)
7. الاجتهاد والمقاصد - ضرورته وضوابطه (للأئمة والعلماء الشبان)
8. الضوابط المنهجية للاجتهاد في فقه الأقليات المسلمة (للأئمة والعلماء الشبان)
9. المشاركة في الدعوة إلى الله بين الإخوة والأخوات - ضوابط وأحكام (للإخوة والأخوات)
10. أصول الفقه (مستوى للجميع)
11. الفقه الإسلامي - ضوابط وأحكام فقهية (مستوى للجميع)
12. المدخل إلى علوم القرآن (مستوى للجميع)
13. المدخل إلى الحديث النبوي الشريف (مستوى للجميع)
14. المدخل إلى الفقه الإسلامي (مستوى للجميع)
15. الخطابة - قواعد وأصول وفنون (للدعاة والخطباء والأئمة)
16. الولاء والبراء بين التأصيل الفقهي والتطبيق على الواقع المعاصر (للمقيمين في الغرب)
17. العلم أساس الحضارة (للجامعات والمفكرين)
18. الوسائل العلمية لإصلاح قسوة القلوب (للجميع)
19. مجاهدة النفس والصراع مع الشيطان (للجميع)
20. التأمين التجاري بين الشريعة والقانون (للمتخصصين في الاقتصاد الإسلامي)
21. الاقتصاد الإسلامي أحكام وضوابط (للمتخصصين في الاقتصاد الإسلامي)

المقالات والرسائل:
1. أختنا في الله - هكذا نريدك (عربي)
2. أختنا في الله لا تكوني شكلا بلا مضمون (عربي)
3. البكاء وسعادة الدارين (عربي + E)
4. الأمل والعمل - طريقنا إلى التمكين (عربي + E)
5. الانتفاضة في فلسطين - وإحياءالأمل نحو التمكين (عربي)
6. الإسراء والمعراج - دروس تربوية ودعوية (عربي + E)
7. منهجية اتباع النبي صلى الله عليه وسلم (عربي + E + فرنسي)
8. لك رحمات الله - شيخي وأستاذي - د. بلتاجي (عربي)
9. جولات تربوية ودعوية في رحلتي إلى الحج (عربي + E)
10. وقفوهم إنهم مسئولون (عربي)
11. فيلم «الحصار» بين الحقيقة والتزييف (عربي)
12. مجاهدة النفس سبيل المتقين إلى سعادة الدارين (عربي + E)
13. مقاصد الشريعة (عربي + E)
14. برنامج الربانيين في شهر رمضان (عربي +E)
15. مفاتيح إصلاح القلوب (عربي + E)
16. مفاتيح الحب القلبي والتفاهم العقلي والتناغم الجسدي بين الزوجين (عربي + E)
17. الاجتهاد للأقليات المسلمة (عربي + E)
18. الزلزال في مصر - وقفة مع النفس (عربي)
19. «إلى من يهمه الأمر» مقال سياسي (عربي)
20. دعوة مفتوحة للحب والتعاون على البر والتقوى (عربي + E)
21. من يغالب الله يغلب - د. نصر أبو ذيد (عربي)
22. أخي في الله - أين أنت (عربي)
23. رد على د. حازم الببلاوي في مقاله (الاقتصاد المعاصر ومسألة الربا) (عربي)
24. الحق - الخلق - النفس (عربي)
25. المساندة العملية للمحاصرين في غزة (عربي)
26. «هذا بيان للناس ولينذروا» لمواجهة محرقة غزة (عربي)
27. للقدس رجال (عربي)
28. يامصر كفاك جوعا واستبدادا (عربي)
29. سلسلة مفارقات (عربي)
30. القدس تناديكم (عربي)
31. يا علماء أمتي افعلوا شيئا..! (عربي)
32. دماء الشهداء لعنة على الخونة العملاء (عربي)
33. رسالة إلى مظلوم وظالم (عربي)
34. الرجم بالأحذية.. للطغاة فقط (عربي)
35. وأخيرا.. الحقيقة الكاملة للشركه العالمية المعروفة باسم كيو نت..

أهم الفتاوى:
1. حوارورد على الشيخ علي جمعة - مفتي الديار المصرية - في إباحة التجارة في المحرمات في الغرب.
2. اتق الله فينا يا فضيلة المفتي (الشيخ الطنطاوي) فالمنصب زائل.
3. رد على د/ حازم الببلاوي في مقاله (الاقتصاد المعاصر ومسألة الربا.
4. موقف الجنود المسلمين الأمريكان من الحرب على أفغانستان والعراق.
5. حكم بيع حق العودة إلى الأراضي الفلسطينية.
6. رؤية فقهية وتربوية حول رؤية الأهلة.
7. تكبيرات العيد - أحكام فقهية ومقاصد تربوية.
8. التبرع لمنكوبي إعصار كاترينا.
9. رد على د/ طارق رمضان في الدعوة إلى وقف العمل بالحدود الشرعية.
10. فتوى بخصوص صيام يوم عرفة وعيد الأضحى لمسلمي أمريكا الشمالية.
11. حكم التصرف في التبرعات المخصصة لأبواب محددة.
12. التبرع بالدم للصليب الأحمر.
13. مدى تدخل الزوج في شئون زوجتة المالية.
14. الضوابط الشرعية في تعامل الخاطب مع خطيبته.
15. حكم التعامل في أوراق اليانصيب.
16. حكم الشركة العالمية المعروفة باسم كيو نت

الجهات التي تم تأسيسها أو شارك فيها:
1. المركز الأمريكي للأبحاث الإسلامية - عام 2003 م
2. دار سلطان للنشر - عام 2004 م
3. الجامعة الإسلامية الأمريكية - بولاية ميتشجان - عام 1999 م
4. كلية الشريعة والقانون بسلطنة عمان - كنت مقررا للجان الأكاديمية - عام 1996 م
5. عضو الجان الأكاديمية لمعاهد السلطان قابوس - عام 1997 م
6. تأسيس عدد من مؤسسات رعاية الأيتام والفقراء - عام 1986 م
7. مؤسس دار السلطان لتحفيظ القرآن الكريم - وقد أتم فيه بعض الطلاب حفظ القرآن كاملا - عام 2002 م
8. تأسيس مسجد الجمعية الشرعية بقريتي الغوري - مدينة بركة السبع - بمحافظة المنوفية - مصر - عام 1976 م

البرامج التلفزيونية والإذاعية:
1. الأمل قبل العمل - 30 حلقة - قناة اقرأ
2. الأمل مع العمل - 30 حلقة - قناة اقرأ
3. رياض الجنة - 28 حلقة - قناة البحرين
4. توسيع وقت رمي الجمرات - 5 حلقات - قناة الرسالة
5. واحة الإيمان - 20 حلقة - قناة الرسالة
6. من نور النبوة - 15 حلقة - قناة الناس
7. مصابيح الهدى - 30 حلقة - قناة الناس
8. إسلامنا - 30 حلقة - قناة الناس
9. مجلس علم - 34 حلقة - قناة أنا
10. مفارقات - 20/30 حلقة - إذاعة قطر/قناة الأقصى
11. تأملات في سورة الكهف - 30 حلقة - قناة الفجر
12. التربية القرآنية - 60 حلقة - قناة الناس
13. نداء الإيمان - 30 حلقة - قناة الرسالة

الأنشطة والمؤتمرات:
1. عضو نشط في مجالس إدارة اتحاد الطلاب في الثانوي وكلية دار العلوم وجامعة القاهرة.
2. الإمامة والخطابة في مساجد ومراكز إسلامية في دول شتى وولايات عدة في أمريكا الشمالية بالعربية والإنجليزية.
3. إلقاء المحاضرات والمشاركة بأبحاث علمية فيما لا يقل عن مائة مؤتمر في الولايات الأمريكية ودول الاتحاد الأوروبي ودول الاتحاد السوفييتي، والصين وباكستان - بالإضافة إلى الدول العربية
4. تدريب وتربية المتميزين والمتفوقين من الإخوة والأخوات سواء في المجالات الدعوية أوالخطابية أو الشرعية أو الإنسانية أو التدريبية.
5. تقييم مدارس وجامعات إسلامية من حيث المناهج وطرق التدريس.

## القضايا والأحكام
في أكتوبر 2013، أمرت النيابة العامة المصرية بحبسه 15 يوما على ذمة التحقيق بتهمة التحريض على العنف والانضمام لجماعة محظورة.
1. قضية أحداث مسجد الفتح: أصدرت محكمة جنايات القاهرة المنعقدة بسجن وادي النطرون بالمنوفية، في 18 سبتمبر 2017، حكمها بمعاقبته وعبد الرحمن البر و20 آخرين بالسجن المؤبد في ما يعرف بـ«أحداث مسجد الفتح».[4] وكان النائب العام السابق هشام بركات، قد أمر بإحالة المتهمين إلى المحاكمة الجنائية، وأسندت النيابة العامة لهم تهم «ارتكاب جرائم تدنيس جامع الفتح برمسيس في القاهرة وتخريبه، وتعطيل إقامة الصلاة به، والقتل العمد والشروع فيه تنفيذًا لأغراض تخريبية، والتجمهر والبلطجة وتخريب المنشآت العامة والخاصة، وإحراز الأسلحة النارية الآلية والخرطوش والذخائر والمفرقعات، وقطع الطريق وتعطيل المواصلات العامة وتعريض سلامة مستقليها للخطر»، على مدى يومي 16 و17 أغسطس عام 2013 .[5]
2. قضية غرفة عمليات رابعة: أصدرت محكمة جنايات الجيزة، في 8 مايو 2017، حكمها القاضي بسجنه و14 آخرين 5 سنوات بتهم «محاولة قلب دستور الدولة وشكل حكومتها بالقوة، إعداد وتنفيذ مخطط بهدف إشاعة الفوضى في البلاد قائم على اقتحام المنشآت العامة والخاصة بسلطات الدولة ومنعها من ممارسة أعمالها، الاشتراك في اتفاق جنائي اغرض منه التخريب لمبانى وممتلكات عامة مخصصة  لمصالح حكومية، التحريض على اقتحام مراكز الشرطة ودور العبادة وكان ذلك تنفيذا لغرض إرهابى وبقصد إشاعة الفوضى وإحداث الرعب بين الناس».[6]

## طالع أيضًا
- حازم صلاح أبو إسماعيل
- محمد مسعد ياقوت

## روابط خارجية
- الموقع علي الويب
- مؤلفات الدكتور صلاح الدين سلطان
- د. «صلاح سلطان»: (الإخوان) ليسوا تاريخًا فقط بل هم مستقبل الأمة، إخوان أون لاين، 9 فبراير 2004 م